# Albanês (cavalo)
O albanês é uma raça de cavalos de tração nativa dos Bálcãs. Este pequeno cavalo, usado em todos os trabalhos da vida cotidiana, representa a principal raça equina da Albânia.

## História
A estirpe original provavelmente era próxima do Tarpã. Como todos os cavalos dos Bálcãs, o albanês foi cruzado com o cavalo da Mongólia, com o árabe turco e com o turcomano devido a influências externas. Cruzamentos voluntários foram feitos posteriormente com o cavalo árabe, com o avelignese e com o nônio, em vista de aumentar o tamanho e as qualidades da raça. A raça atual é aparentada com o Huçul,  com o Bósnio e com o Rodope. Tentativas de melhorar a raça albanesa local foram realizadas na estação zootécnica de Escodra.

## Descrição
Segundo o guia Delachaux (2016), ele mede de 1,24 a 1,43 m,  enquanto a obra da CAB International indica as medidas de 1,27 a 1,39 m.  O banco de dados DAD-IS indica um peso variando de 260 a 304 kg. Existem originalmente dois tipos de raças nativas da Albânia,  o cavalo da montanha e o cavalo de planície (Myzeqea). O Myzeqea é geralmente maior e mais desenvolvido que o tipo da montanha,  medindo de 1,32 a 1,42 m. Excepcionalmente forte por seu tamanho, pode ser furta-passo. Em decorrência dos cruzamentos frequentes entre os dois tipos, a distinção não é mais feita.
A cabeça é de perfil retilíneo, encimada por orelhas pequenas. A garupa é inclinada, com uma cauda ligada baixa. Os pés têm cascos duros.
A cor da pelagem pode ser sem manchas ou cinza.
Estes cavalos são conhecidos por seu temperamento gentil e sua grande resistência. Apresentações dos melhores indivíduos são organizadas todos os anos. A raça albanesa tem, no entanto, a reputação de ser pouco organizada.

## Usos

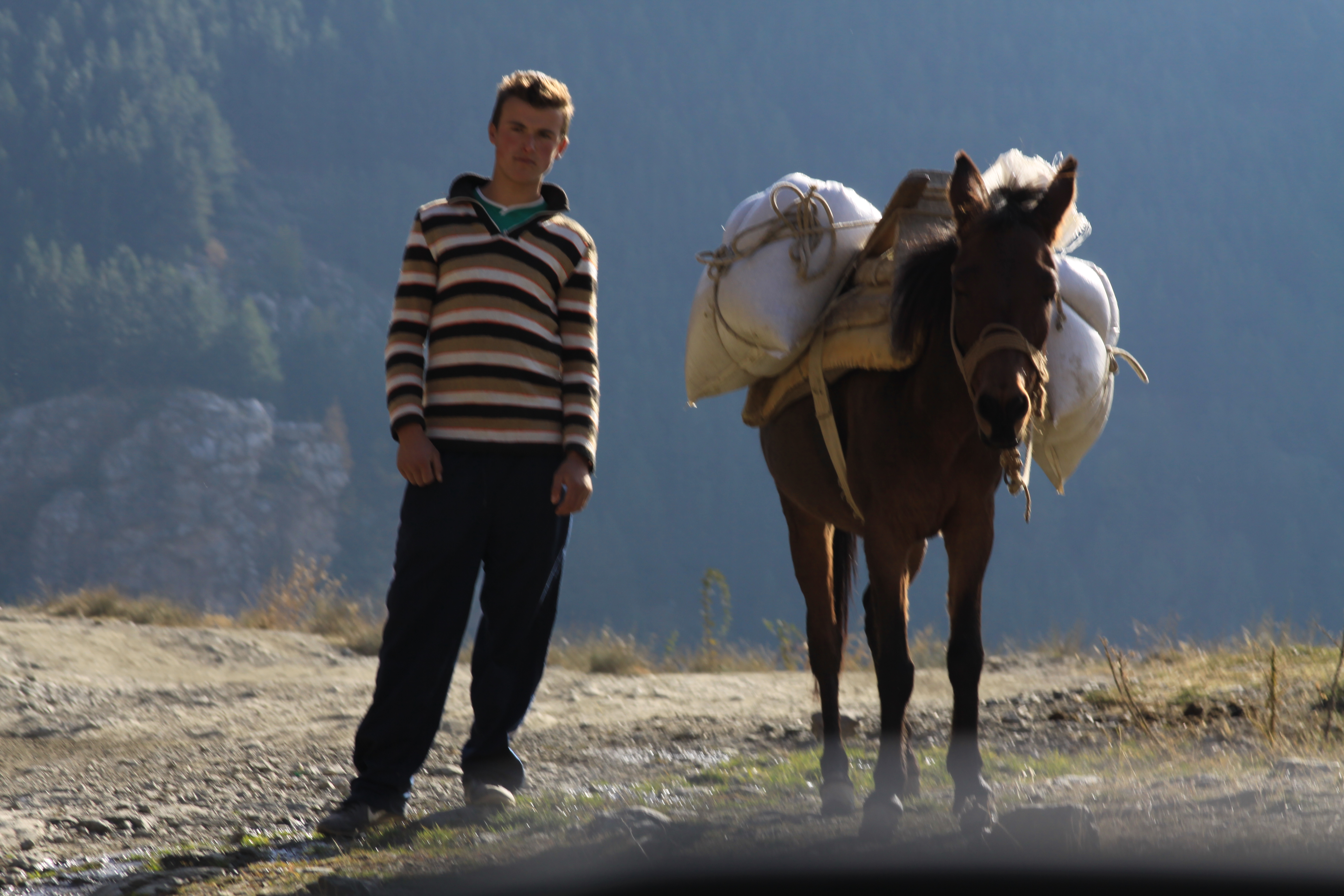
Mula na Albânia, provavelmente fruto de um cruzamento com uma égua local.

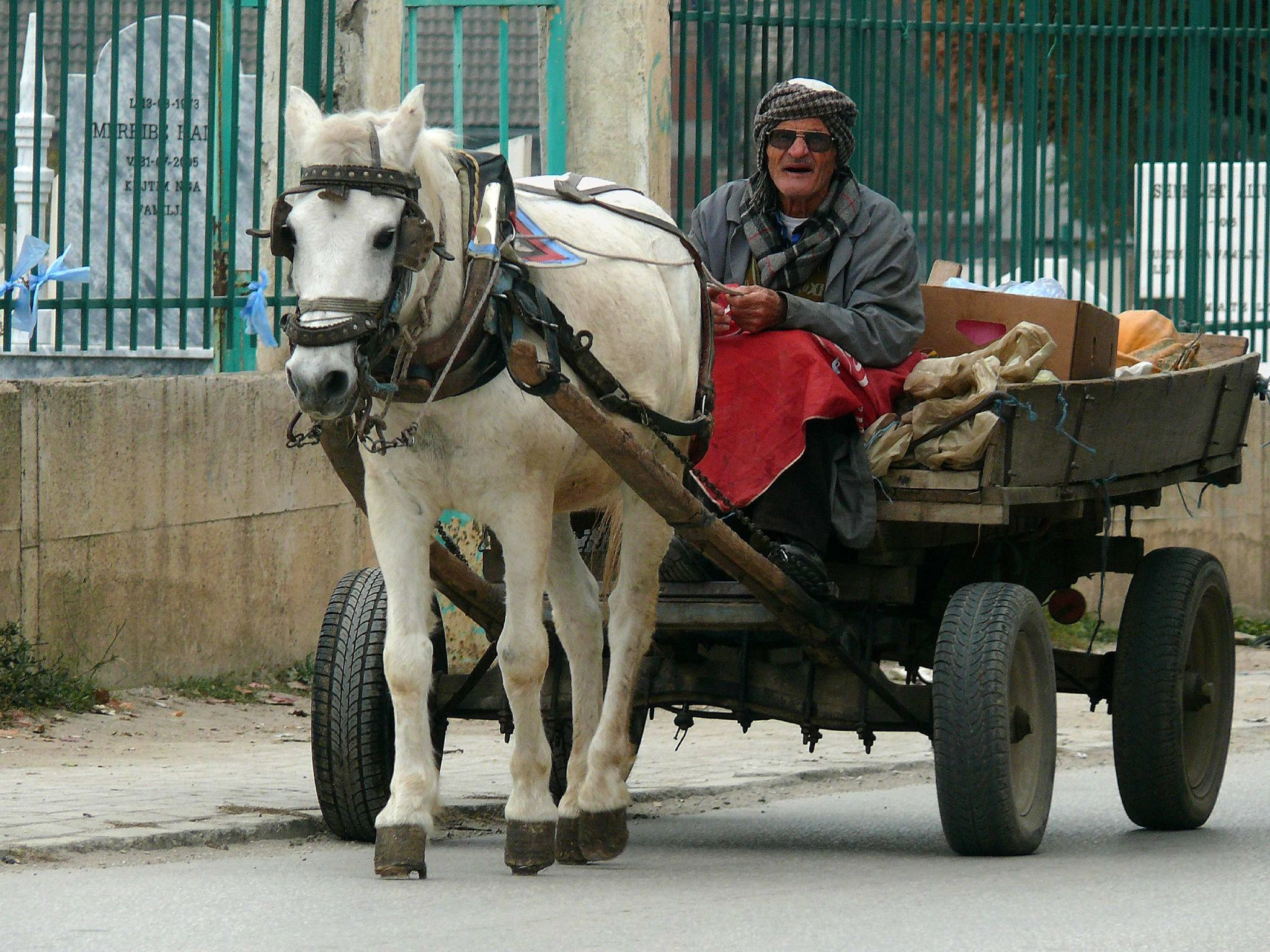
Engate albanês

Os albaneses são frequentemente engatados, ligados por um bastão e usados em trações leves, de acordo com as necessidades dos habitantes,  e são mais frequentemente usados para agricultura e transporte. Também podem ser montados por cavalgantes leves. As éguas cruzam-se com os jumentos locais para originar mulas.

## Difusão da criação
O cavalo albanês representa cerca de 70% dos cavalos criados na Albânia, sendo vários milhares de cabeças em seu país de origem. Está mais presente em regiões montanhosas. O estudo da Universidade de Uppsala, publicado em agosto de 2010 para a FAO, relata o albanês (comum) como uma raça europeia local que não está ameaçada de extinção.